# Vladimir Shestakov
Vladimir Shestakov –en ruso, Владимир Шестаков– (30 de enero de 1961) es un deportista soviético que compitió en judo.
Participó en los Juegos Olímpicos de Seúl 1988, obteniendo una medalla de plata en la categoría de –86 kg. Ganó una medalla de bronce en el Campeonato Mundial de Judo de 1985.

## Palmarés internacional
| Juegos Olímpicos   | Juegos Olímpicos     | Juegos Olímpicos  | Juegos Olímpicos |
| Año                | Lugar                | Medalla           | Categoría        |
| ------------------ | -------------------- | ----------------- | ---------------- |
| 1988               | Seúl (Corea del Sur) | Medalla de plata  | –86 kg           |
| Campeonato Mundial |                      |                   |                  |
| Año                | Lugar                | Medalla           | Categoría        |
| 1985               | Seúl (Corea del Sur) | Medalla de bronce | –78 kg           |